# 卢帕拉
卢帕拉（義大利語：Lupara），是意大利坎波巴索省的一个市镇。总面积25平方公里，人口567人，人口密度22.7人/平方公里（2009年）。ISTAT代码为070034。